# Фальк-Кристенсен, Йеппе
Йеппе Фальк-Кристенсен (дат. Jeppe Falk-Kristensen, род. 14 сентября 1998) — датский профессиональный велогонщик, выступающий за команду Team Give Elementer с 2020 года.

## Карьера
Фальк-Кристенсен принимал участие в различных гонках, включая велосипедную неделю Раннерса в 2023 году, заняв 29-е место в одном из этапов. В национальном чемпионате по шоссейному велоспорту Йеппе Фальк-Кристенсен столкнулся с трудностями, несколько раз не финишировал (DNF) на последних соревнованиях. В 2022 году он занял 48-е место на чемпионате Дании в индивидуальной гонке и принял участие в Гран-при Хернинга.
Фальк-Кристенсен продолжает активно участвовать в соревнованиях, представляя свою команду на различных национальных и международных велогонках.

## Достижения
2018
7-й на Rødekro Cykle Club RKCC
Три дня на севере
6-й на 1-м этапе, Йёрринг
7-й на 2-м этапе, Тю
5-й на RY CC — AKVA — KVICKLY RY LØBET 2018 — Tornado Cup
2-й на Frederikshøj
6-й на 9-м этапе Demin Junior Cup, 4-й этап Xtreme Cup(DCU)
8-й на FRI BIKESHOP Sønderborg — Finale Xtreme Cup 2018 (DCU)
2019
10-й на Agro Top løbet 2019, Скиве
5-й на 1-м этапе U17 TORNADO CUP, Хорсенс
3-й на Marcello Bergamo Cup — UnoX Cup 4, Хернинг
7-й на 4-м этапе велосипедной недели Раннерса
U17 Tornado Cup:
3-й на Poul Erik Bech-løb, Коллинг
Sparekassen Kronjylland BCK Løbet, 5-й этап, Бредструп
Kvickly Odder Løbet, финал, Оддер
2021
8-й на CK FIX Linjeløb 2021
2023
8-й на Vrads Bjerg Grand Prix